# Anurognathus
Anurognathus és un gènere de petit pterosaure que va viure fa aproximadament entre 155 i 140 milions d'anys, al Juràssic superior. Presentava un cap curt amb dents en forma d'agulla per a capturar insectes i tot i que tradicionalment s'ha adscrit al grup de pterosaures de cua llarga Rhamphorhyncoidea, la seva cua era comparativament més curta, permetent una major maniobrabilitat en la caça. Amb una amplada alar de 50 cm i 9 cm de longitud corporal (incloent el crani), probablement no pesava més que uns pocs grams. Només s'han trobat dos esquelets, a Baviera. Anurognathus fou anomenat i descrit per L. Döderlein l'any 1923.